# ألفرد جاكسون
ألفرد جاكسون (28 فبراير 1904 - 23 يوليو 1982) (بالإسبانية: Alfredo Stewart Jackson)‏ هو لاعب كريكت تشيلي.